# کرچ ۲۲۱۶
سیارک ۲۲۱۶ (به انگلیسی: 2216 Kerch، نامگذاری:1971LF) دو هزار و دویست و شانزدهمین سیارک کشف شده‌است که در ۱۲ ژوئن ۱۹۷۱ کشف شد.
قدر مطلق سیارک برابر ۱۰٫۸۰ است.